# 平良幸一
平良 幸一（たいら こういち、1970年6月7日 - ）は、沖縄県出身の元プロ野球選手（投手、左投左打）・野球指導者。

## 来歴・人物
沖縄水産高校では2年秋からレギュラーとなり、3年春にエースとして九州大会で準優勝する。1988年の第70回全国高等学校野球選手権大会ではエースで5番打者としてチームのベスト4進出に貢献した。
その後、軟式から硬式への移行となる社会人野球の沖縄電力へ進み、補強選手として都市対抗野球を3回経験。1997年には三菱重工長崎の補強で2試合先発している。
1998年に西武に入団。1軍では2試合のみの登板に終わる。
実働3年の後、出身チームである沖縄電力の監督に就任したが、2007年シーズン途中で退いた。
現在は那覇市のスポーツDEPO天久店に勤務している。

## 詳細情報

### 年度別投手成績
| 年 度     | 球 団     | 登 板 | 先 発 | 完 投 | 完 封 | 無 四 球 | 勝 利 | 敗 戦 | セ 丨 ブ | ホ 丨 ル ド | 勝 率 | 打 者 | 投 球 回 | 被 安 打 | 被 本 塁 打 | 与 四 球 | 敬 遠 | 与 死 球 | 奪 三 振 | 暴 投 | ボ 丨 ク | 失 点 | 自 責 点 | 防 御 率 | W H I P |
| --------- | --------- | ----- | ----- | ----- | ----- | -------- | ----- | ----- | -------- | ----------- | ----- | ----- | -------- | -------- | ----------- | -------- | ----- | -------- | -------- | ----- | -------- | ----- | -------- | -------- | ------- |
| 1999      | 西武      | 2     | 0     | 0     | 0     | 0        | 0     | 0     | 0        | --          | ----  | 11    | 2.2      | 3        | 0           | 0        | 0     | 0        | 1        | 0     | 1        | 1     | 0        | 0.00     | 1.13    |
| 通算：1年 | 通算：1年 | 2     | 0     | 0     | 0     | 0        | 0     | 0     | 0        | --          | ----  | 11    | 2.2      | 3        | 0           | 0        | 0     | 0        | 1        | 0     | 1        | 1     | 0        | 0.00     | 1.13    |

### 記録
- 初登板：1999年5月27日、対日本ハムファイターズ10回戦（西武ドーム）、5回表に3番手で救援登板、1回1/3を無失点
- 初奪三振：1999年5月28日、対福岡ダイエーホークス9回戦（福岡ドーム）、7回裏に柴原洋から

### 背番号
- 55 （1998年）
- 56 （1999年 - 2000年）